# Peter Josef Schmitz
Peter Josef Schmitz (* 14. Oktober 1879 in Köln; † 16. November 1944 in Düren) war Oberbürgermeister von Düren vom 1. August 1933 bis zum 31. Dezember 1942.
Schmitz legte sein Abitur im Jahre 1899 am Kaiser-Wilhelm-Gymnasium in Köln ab. Danach studierte er in Leipzig, Berlin, Paris, München und Grenoble Jura, Nationalökonomie, Physik, Chemie und Mathematik. 1905 wurde Schmitz Referendar, 1911 legte er die große Staatsprüfung ab.
Im Jahre 1913 ließ er sich als Rechtsanwalt in Saarbrücken nieder. Vom 3. August 1914 bis zum 12. April 1918 diente er im Ersten Weltkrieg. Damit war er fast während des ganzen Krieges im Militäreinsatz. Im Krieg brachte er es bis zum Leutnant. Schon zehn Tage nach seiner Militärdienstzeit, nämlich am 22. April, begann er als Angestellter bei der Stadtverwaltung Köln. 
Danach kam er am 29. Oktober 1920 als Beigeordneter nach Düren. Am 6. Dezember 1932 schied er aus dem Dienst bei der Stadtverwaltung Düren aus. Er wurde dann aber am 18. März 1933 zum kommissarischen Bürgermeister gewählt. Die kommissarische Ernennung wurde am 1. August 1933 in eine endgültige umgewandelt. Zum 31. Dezember 1942 schied Schmitz mit Erreichen der Altersgrenze aus dem Dienst aus. Schmitz kam beim Luftangriff auf Düren am 16. November 1944 um. Auf einem Grabkreuz in Wegberg-Rickelrath wird seiner gedacht. Im Jahre 1956 wurde zu Ehren von Peter Josef Schmitz der südwestliche Teil des Friedrichplatzes in Peter-Josef-Schmitz-Platz umbenannt. 1986/87 wurde die Umbenennung aber wieder rückgängig gemacht.
Sein Vorgänger war Ernst Overhues, sein Nachfolger wurde Walter Küper.